# Lüthorst
Lüthorst est un village de la commune allemande de Dassel, dans l'arrondissement de Northeim, Land de Basse-Saxe.

## Toponymie
Lüthorst est mentionné sous le nom de Luthardessen dans les Traditions de Corvey au IXe siècle.

## Histoire
Le village est fondé au début du Moyen Âge à un carrefour. L'endroit se situe dans le Suilbergau et devient le siège des seigneurs de Leuthorst. Au Moyen Âge, il est le siège d'un Gogericht. Les seigneurs de la cour sont les comtes de Dassel. Les seigneurs de Homburg ont des droits féodaux dans et autour de Lüthorst. À l'ombre de ces deux maisons, les seigneurs de Leuthorst construisent des propriétés à Lüthorst jusqu'au XIVe siècle et peuvent faire des dons à l'abbaye d'Amelungsborn en 1295 et en 1316 de deux cloches à l'église locale. Après la mort des comtes de Dassel, l'endroit est sous le règne des Homburg. L'évêque de Hildesheim, Gerhard vom Berge, tente de s'y opposer. Le pape Grégoire XI se sent obligé de promettre la protection à l'église de Lüthorst en 1370 et charge l'abbé de Reinhausen, Heyso von Uslar, de le faire. Néanmoins, les seigneurs de Leuthorst sont chassés. Lüthorst, comme le château de Greene et d'autres endroits, vont aux Welf par héritage. Les habitants qui restent dans le village après l'expulsion des Leuthorst restent actifs dans l'agriculture, servent d'autres seigneurs féodaux, y compris Amelungsborn, et n'obtiennent leur indépendance qu'avec les réformes agraires prussiennes.
Lüthorst est incorporée à la ville de Dassel le 1er mars 1974.

## Monuments
Église
La première chapelle du village est consacrée à Magne de Füssen selon le chroniqueur Johannes Letzner. Il est le saint patron contre les animaux sauvages. Vers 1225, elle est élevée en église paroissiale par l'abbé de Corvey. Les seigneurs de Leuthorst lui font don de deux cloches en 1316, dont l'une est encore préservée aujourd'hui, l'autre est fondue en 1942. En 1504, le chœur de l'église est reconstruit et consacré par l'évêque Johannes Bonemilch. L'ossuaire est situé entre le chœur et la tour. Il est démoli en 1728 et la nouvelle section centrale de l'église est achevée en 1732. Le bâtiment de l'église d'aujourd'hui provient ainsi de 3 phases de construction. 
La tour est du Xe siècle lorsqu'il faisait partie d'un complexe de château. En 1910, il est renforcé à l'extérieur par des supports en grès rouge.
Les fonts baptismaux sont faits en albâtre en 1614. La pierre brute est extraite d'une petite élévation appelée Olsberg ou Aulsberg non loin au nord de Lüthorst. Jusqu'en 1930, ils se trouvent au pied du clocher de l'église. En 1931, ils sont restaurés par Friedrich Buhmann et ramenés à son emplacement actuel devant le chœur.
L'église est équipée d'un orgue Furtwängler en 1850.
La paroisse protestante appartient à la paroisse de Leine-Solling.
Arbre
À côté de l'église se trouve un tilleul, dont on estime qu'il a plusieurs centaines d'années. Il marque l'emplacement du Gogericht. L'arbre est creux à l'intérieur et soutenu par un remplissage de ciment et un anneau de fer depuis une époque inconnue. Le 9 juin 1964, le tilleul est gravement endommagé par un orage.

## Personnalités
Naissances
- Ludwig Adolf Petri (1803-1873), théologien
- Adolf Just (1859-1936), naturaliste
- Rüdiger Butte (1949-2013), magistrat et homme politique

Résidents
Le poète et peintre Wilhelm Busch a sa résidence secondaire à Lüthorst. De 1846 à 1897, il vit ici avec son oncle, le pasteur Georg Kleine. À Lüthorst, Busch crée un certain nombre d'œuvres, dont certaines peuvent être vues dans la salle Wilhelm Busch.

## Source, notes et références
- (de) Cet article est partiellement ou en totalité issu de l’article de Wikipédia en allemand intitulé « Lüthorst » (voir la liste des auteurs).

1. ↑  (de) Statistisches Bundesamt, Historisches Gemeindeverzeichnis für die Bundesrepublik Deutschland. Namens-, Grenz- und Schlüsselnummernänderungen bei Gemeinden, Kreisen und Regierungsbezirken vom 27.5.1970 bis 31.12.1982, 1983 (ISBN 3-17-003263-1), p. 206